# الحملة الهندية للإسكندر الأكبر
بدأت الحملة الهندية للإسكندر الأكبر عام 327 قبل الميلاد. أطلق الملك المقدوني الإسكندر الأكبر حملةً في شبه القارة الهندية في أفغانستان وباكستان حاليًا، والتي شكل جزء منها أقصى شرق الإمبراطورية الأخمينية بعد الفتح الأخميني لوادي السند أواخر القرن السادس قبل الميلاد، بعد غزو الإمبراطورية الأخمينية في إيران.
تقدم الإسكندر الأكبر إلى البنجاب، حيث خاض معركة ضد الملك الإقليمي بورس ليهزمه في معركة هيداسبس عام 326 قبل الميلاد، بعد السيطرة على الساتراب الأخمينية السابقة في غاندارا، بما في ذلك مدينة تاكسيلا؛ ولكن أُعجب الإسكندر الأكبر كثيرًا بالملك بورس إلى درجة أنه سمح له بالاستمرار في حكم مملكته كساتراب. وتُعد هيداسبس المعركة الأكثر تكلفةً بالنسبة للمقدونيين، على الرغم من انتصارهم فيها.
أدى مسير الإسكندر الأكبر إلى الشرق إلى وضعه في مواجهة مباشرة مع إمبراطورية ناندا في ماجادها. ووفقًا للمصادر اليونانية، كان من المفترض أن يكون جيش ناندا أكبر بخمس مرات من الجيش المقدوني. اقتنع الإسكندر الأكبر بعد اجتماع مع ضابطه كوينوس وبعد أن سمع عن مشاكل جنوده في الانسحاب والعودة؛ بعد تمرد جيشه المرهق الذي حن للوطن، والذي كان قلقًا من الاضطرار إلى مواجهة مزيد من الجيوش الهندية الكبيرة في جميع أنحاء سهل الغانج الهندي؛ فضلًا عن التمرد في هيفاسيس (نهر بيس حاليًا) ورفض السير إلى الشرق. أدى هذا إلى تحول الإسكندر الأكبر للمسير نحو الجنوب، متقدمًا عبر جنوب البنجاب والسند، هازمًا مزيدًا من القبائل على طول نهر السند السفلي، قبل أن يتجه أخيرًا غربًا.
توفي الإسكندر الأكبر في بابل في 10 أو 11 يونيو 323 قبل الميلاد. وأسس تشاندراغبت موريا من ماجادها الإمبراطورية الماورية في الهند، في 322 قبل الميلاد تقريبًا، أي بعد عام واحد من وفاة الإسكندر الأكبر.

## خلفية

### الظروف السياسية الاجتماعية في الهند
اقتصر توغل الإسكندر في الهند على منطقة حوض نهر السند، والتي كانت مقسمةً بين عدة ولايات صغيرة. يبدو أن هذه الولايات قد استندت إلى هيمنة قبائل معينة، حيث يذكر الكتاب اليونانيون قبائل مثل مالوي وكذلك الملوك الذين يبدو أنهم استوحوا أسماءهم من التسميات القبلية، مثل بورس من قبيلة بورو. كانت الإمبراطورية الأخمينية في بلاد فارس قد سيطرت على وادي السند في العقود السابقة، ولكن لم يكن هناك أثر للحكم الأخميني وراء نهر السند عندما وصل جيش الإسكندر الأكبر إلى المنطقة. قال سترابو، الذي حصل على معلوماته من الكاتب السابق إراتوستينس، أن الملك الأخميني كان يسيطر على المنطقة الواقعة إلى الغرب من نهر السند. كانت هذه المنطقة، بما في ذلك منطقة كابيسا-غاندارا، على الأرجح أراضي الهنود، الذين قاتلوا وفقًا للروايات اليونانية إلى جانب اللورد داريوس الثالث في معركة غوغميلا.
تشير الكتابات اليونانية وكذلك الحفريات الأثرية إلى وجود اقتصاد حضري يعتمد على الزراعة والتجارة في حوض نهر السند في ذلك الوقت. ويذكر الإغريق وجود مدن وبلدات محصنة مثل تاكسيلا، في حين أشار آريانوس إلى سير الإسكندر الأكبر باتجاه الشرق نحو نهر تشيناب بعد هزيمته للملك بورس، مستوليًا على 37 مدينة؛ وصل عدد سكان أصغر مدينة منها إلى 5000 نسمة أو أكثر. يقال إن الإسكندر استولى على 230 ألف ثور، يُحتمل أن تكون من الدرباني، في وادي سوات، وكان يعتزم إرسالها إلى مقدونيا لحرث الأرض. وأكد أرسطوبولس على زراعة الأرز في الحقول المخصصة لذلك، في حين أفاد أونيسكريتس بوجود محصول يسمى بوسموران، من المحتمل أن يكون ثيوم أغبر، كما كتب نيارخوس عن «قصب العسل»، والذي من المفترض أنه يعني به قصب السكر. يذكر نيارخوس أيضًا أن الهنود كانوا يرتدون ملابس مصنوعة من القطن. ويُقال أيضًا انه تم استخراج الملح الصخري من سلسلة هضاب الملح، وتم توفيره لأجزاء أخرى من الهند. ووجدت أيضًا بعض المجتمعات البدائية في الغابات والصحراء والمناطق الساحلية في شبه القارة الهندية. على سبيل المثال، يذكر نيارخوس أن الناس حول نهر توميروس، أو الهينغول، عاشوا على صيد الأسماك، واستخدموا الأدوات الحجرية بدلًا من الأدوات الحديدية.